# 圖斯卡里河
51°41′58″N 36°12′20″E / 51.69935°N 36.20542°E

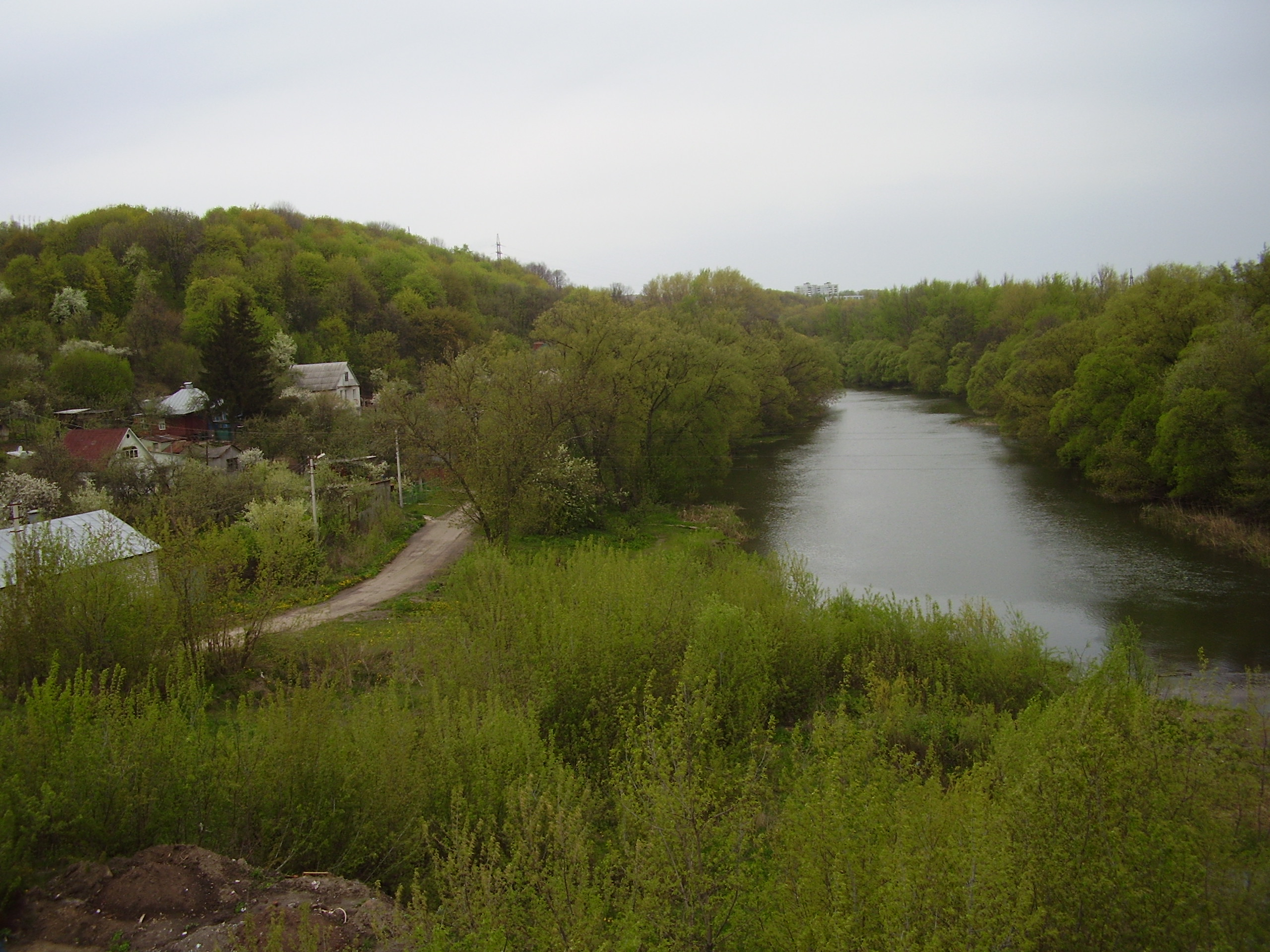

圖斯卡里河（俄语：Тускарь），是俄羅斯的河流，位於該國西部庫爾斯克州，屬於謝伊姆河的支流，河口處在庫爾斯克，河道全長108公里，流域面積2,475平方公里。